# 오노 유헤이
오노 유헤이(일본어: 小野 雄平, 1985년 7월 1일 ~ )는 일본의 전 축구 선수이다.

## 구단 경력
과거 도쿄 베르디, 도쿠시마 보르티스, 파지아노 오카야마, 후쿠시마 유나이티드 FC, 그루자 모리오카에서 활동하였다.